# Leopold Hartmann
Friedrich Leopold Hermann Hartmann (8. oktober 1839 i Berlin – 9. maj 1897 på Frederiksberg) var en dansk maler og fotograf.
Han var søn af musikdirektør Carl Vilhelm Hartmann og Anna Charlotte Juliane Kunesch, kom som barn til København, var elev på G.F. Hetsch' tegneskole og studerede samtidig på Kunstakademiet, hvor han vandt den lille sølvmedalje for en modeltegning 1857. Han malede hos Karl Sohn i Düsseldorf 1858-59. Han udstillede derefter en række portrætter (på Charlottenborg Forårsudstilling 1857-58, 1860-62, 1866 og 1883 og på Den Nordiske), inden han senere etablerede sig som fotograf. I mellemtiden deltog Hartmann i den 2. Slesvigske Krig og blev løjtnant. 
Han etablerede sig ca. 1872 som fotograf i København, hvor han indtil 1886 havde forretning i Gothersgade 11 (49). Indtil da havde han været medhjælper hos Heinrich Tønnies i Aalborg, hvis portræt han malede 1868. Selv oplærte han bl.a. Julie Laurberg. Han overdrog sin forretning til Marie Budtz & Co. Hartmann besøgte Italien 1874-75 og 1878. 
Han opgav dog aldrig helt maleriet og blev beskyldt for at overmale sine fotografier med et tæt slør af farve. Han benyttede sig også af en teknik, hvor dekoration og personer er fotograferet hver for sig og derefter monteret sammen til en helhed.
Hartmann blev gift 25. november 1874 i København med Emmy Frederikke Cathrine Bügel (8. november 1853 på Skt. Croix – 1. marts 1917 i København), datter af kaptajn Peter Daniel Bügel og Johanne Mary Anna (Mariane) Dollmann.
Han er begravet i Ringsted.

## Malerier
- Modelfigur (tegning, udstillet 1857, lille sølvmedalje)
- Portræt af frøken S. Bloch (udstillet 1858)
- Portræt af fru A. Hartmann (udstillet 1860)
- Portræt af H.C. Lumbye (udstillet 1861, Tivoli)
- Portræt af kgl. skuespiller J.L. Nyrop (udstillet 1862)
- Portræt af forpagter Marcher (udstillet 1866)
- Portrætter af fotografen Heinrich Tønnies og hans hustru (1868 og 1869, solgt uidentificerede som "et par portrætter af et ægtepar" på Bruun Rasmussen Kunstauktioner 9. november 2009 som lot nr. 619)[1]
- Pløjende bonde (solgt på Dorotheum 13. juni 1990 som lot nr. 355)[2]
- En spaniel på en dug (1869, solgt på Christie's 14. november 2004 som lot nr. 319)[3]
- Dameportræt (udstillet 1883)

## Fotografier i publikationer
- Minder fra Teaterverdenen, 1881-83 (sammen med hoffotograf Jens Petersen & Søn).
- Fru Anna Tychsen som Sylfiden i: Teater- og Bal-Souvenir, 1882.